# Androsace tapete
Androsace tapete är en viveväxtart som beskrevs av Carl Maximowicz. Androsace tapete ingår i släktet grusvivor, och familjen viveväxter. Inga underarter finns listade i Catalogue of Life.

## Bildgalleri

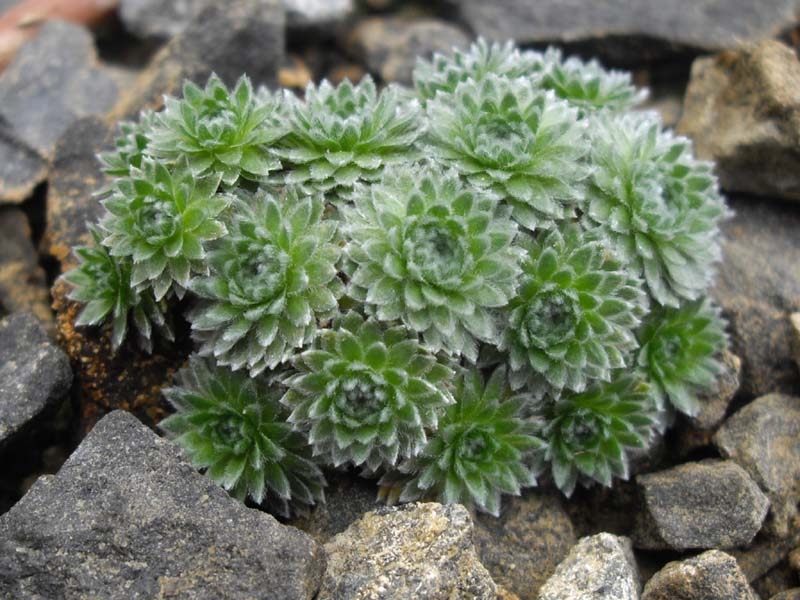
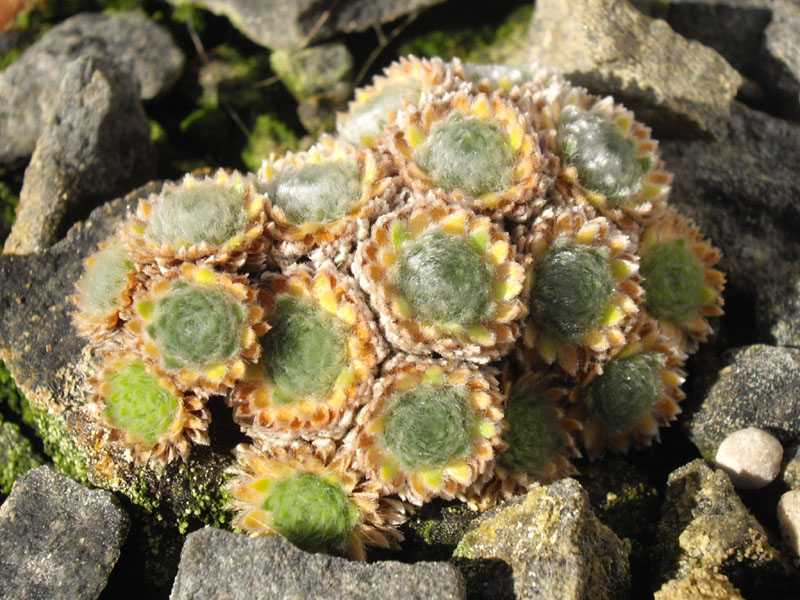
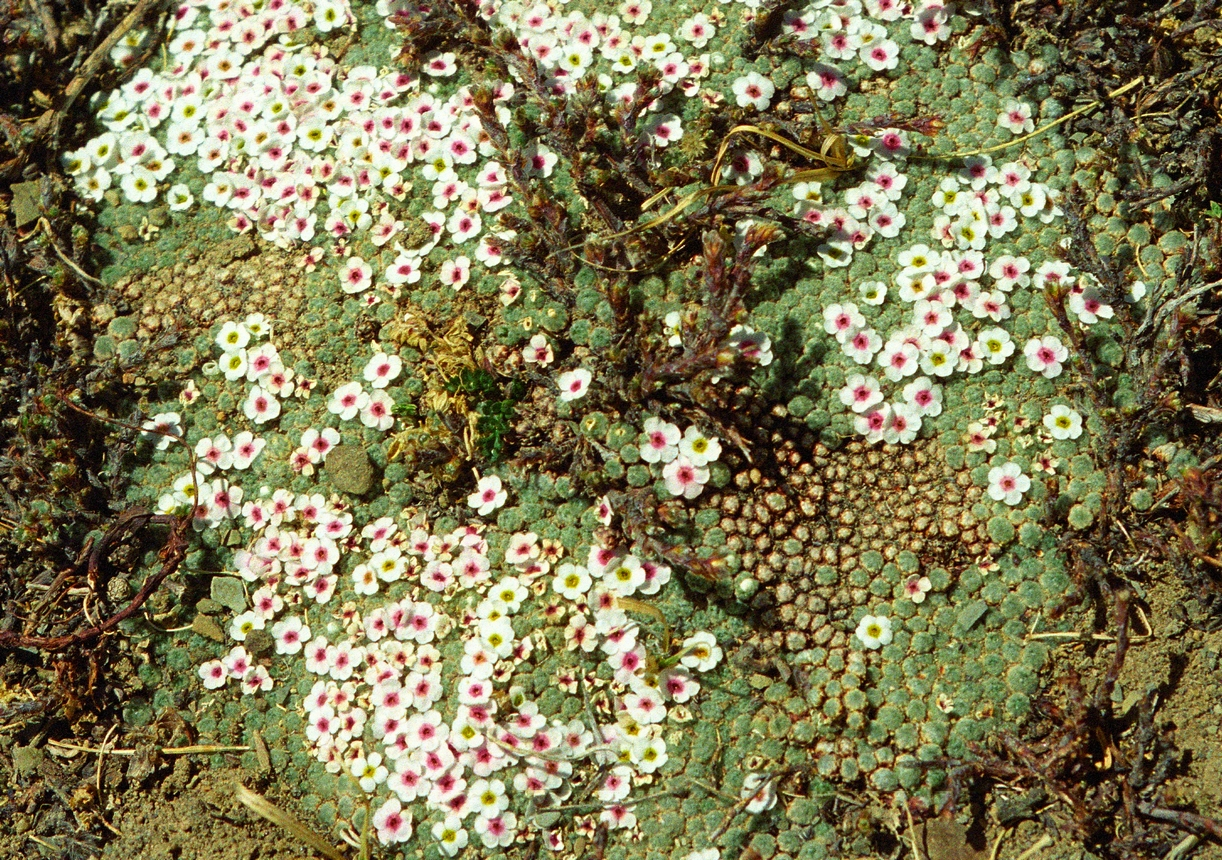